# 대훈위 금척대수장
대훈위 금척대수장(大勳位 金尺大綬章)은 대한제국의 훈장 가운데 최고 훈장이다. 훈장은 1900년(광무 4년)에 제정되었으며, 명칭은 이성계의 금척 설화에서 유래하였고, 정장과 부장으로 구성되었다. 대한제국 최고 등급의 훈장이었다. 대한제국이 공포한 《훈장조례》에 따르면, 황실 구성원인 황제와 황태자는 금척대수장을 착용할 수 있으며, 그 외 인물에 대해서는 황제의 특별한 명령(칙령)에 의해 수여되었다.
1900년 4월 17일 《훈장조례》가 공포된 이후, 1910년 대한제국이 멸망하고 같은 해 8월 29일 순종이 일본 제국에 의해 창덕궁 이왕으로 격하되기까지, 총 24명의 비황실 인물이 금척대수장을 수훈받았다.

## 역사
1900년(광무 4년) 4월 17일에 대한제국 칙령 제13호로 〈훈장 조례〉(勳章條例)가 반포되며 금척대훈장(金尺大勳章), 이화대훈장(李花大勳章), 태극장(太極章), 자응장(紫鷹章)이 제정되었다. 훈등은 대훈위(大勳位)이고 등급은 없으며 대훈위 서성대수장의 위에 있어 대한제국 최고 등급의 훈장이었다. 훈장의 명칭은 조선을 건국한 이성계가 왕위에 오르기 전에 꿈에서 얻은 금척(金尺)에서 유래한 것이다. 《조선왕조실록》의 「태조실록」에 따르면, 이성계는 어느 날 꿈에서 신으로부터 금척을 하사받았고, 이로 인해 하늘의 명을 받아 왕위에 오르게 되었다고 전한다. 이후 금척은 조선왕조의 성물로 여겨졌으며, ‘천하를 헤아리고 만민을 다스린다’는 뜻을 담고 있었다.
기본적으로 황실에서만 패용하나, 황족과 문무관 중에서 대훈위 서성대수장을 받은 자가 특별한 훈공이 있을 때 황제의 특지(特旨)로 수여되었다. 훈장을 수여받은 자에게는 600 ~ 1,000원의 연금이나 2,000원 이내의 일시 하사금을 지급받을 수 있었다.

### 현황

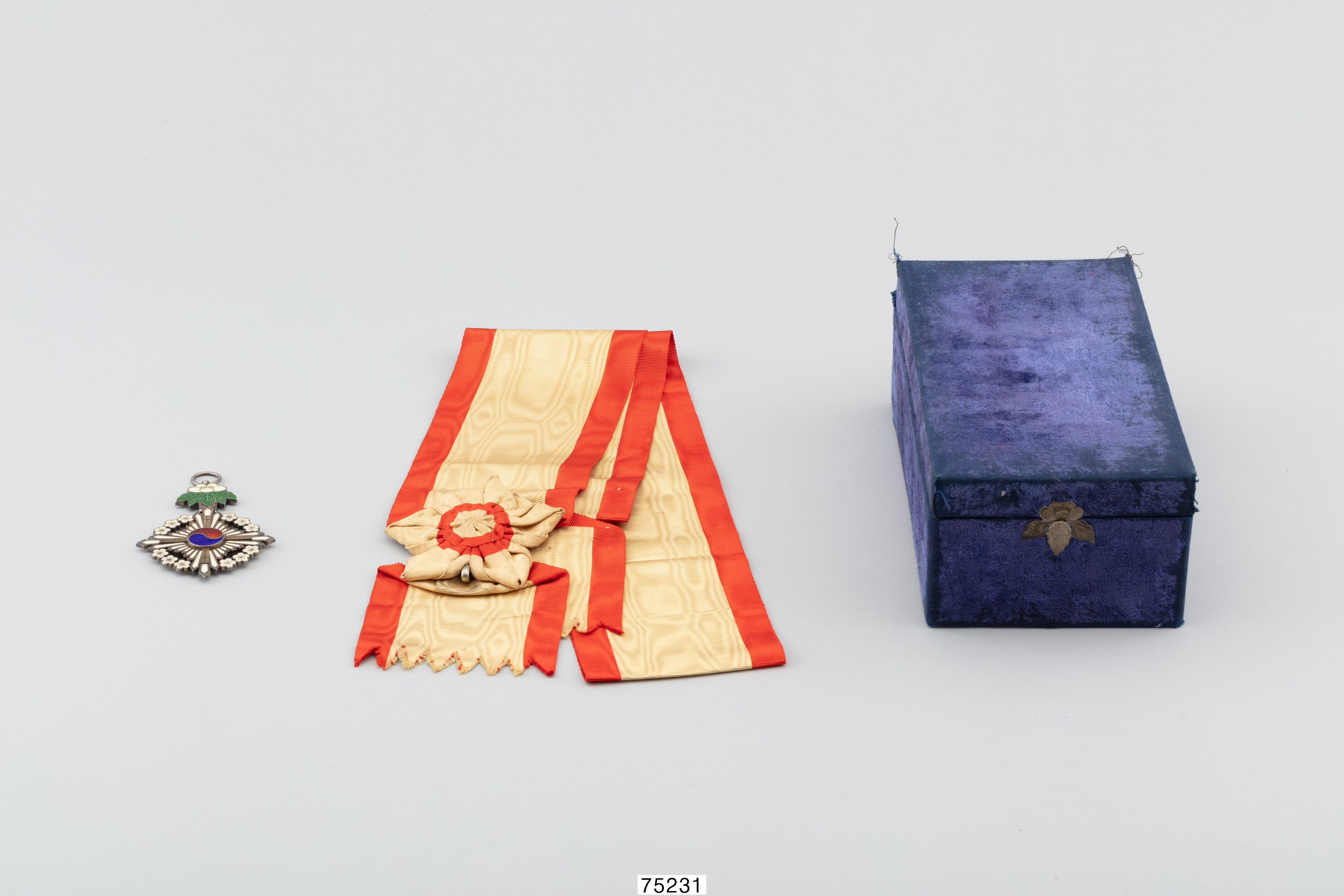
국립민속박물관이 소장중인 금척대훈장.

대훈위 금척대수장은 현재도 일부 실물이 전해지고 있다. 예컨대, 대한제국의 대신 민영환은 1905년 11월 30일 을사조약 체결 직후 이를 비탄하여 자결하였고, 고종은 그를 추서하며 금척대훈장을 수여하였다. 이 훈장은 대수(大綬)를 포함하여 전체 길이가 163.5cm, 폭은 10.5cm이며, 현재 고려대학교 박물관에 소장되어 있다. 이 외에도 국립민속박물관 역시 금척대훈장의 진본을 소장하고 있다.
2018년 7월에는 금척대수장 1세트(정장과 부장만 포함)가 미국의 eMedals 웹사이트에서 미화 1만 4천 달러에 거래되었다. 이 세트는 미국 훈장·메달학회 회장을 지낸 앨버트 굿윈(Albert Goodwin) 박사의 구 소장품이었다. 2023년 8월에는 일본 Yahoo! 경매 사이트에서 금척대수장 1세트(대수 누락)가 215만 7천 엔(세금 포함 237만 2천 7백 엔)에 낙찰되었다.

## 형태
대훈위 금척대수장은 정장(正章)과 부장(副章)으로 구성된다. 정장의 장(章), 즉 문채의 재질은 금(金)이고, 지름은 2치(寸) 5푼(分)이다. 금색 선을 두른 청홍색의 태극을 중심으로 십자형의 금척과 백색 광선이 금척을 축으로 하여 그 사이에서 뻗어 나오는 형상이고 광선 사이마다 백색의 오얏꽃(李花)을 세 송이씩 배열하였다. 정장의 꼭지와 고리의 재질은 금이며 백색의 오얏꽃을 다섯 장의 녹색 잎이 받치고 있는 형상으로 잎사귀 뒷면에는 전서체의 ‘금척대훈(金尺大勳)’이 가로쓰기로 새겨져 있다. 부장의 문채의 모양과 재질은 정장과 같지만 지름이 3치이며, 뒷면에 은제 패침이 있고 전서체로 ‘금척대훈’이 음각되어 있다.
대훈위 금척대수장을 패용할 때는 황색 바탕에 홍변선으로 이루어진 대수(大綬)를 오른쪽 어깨에서 왼쪽 옆구리에 두른 다음에 끝부위에서 교차하여 오얏꽃을 천으로 접어달고 그 밑에 정장을 달았으며, 부장은 왼쪽 가슴에 단다. 약수(略綬)는 대수와 재질이 같고 그 모양은 원형으로 중앙에는 만개한 홍색의 오얏꽃과 그 위에 금색의 금척과 외변선을 둘렀으며, 통상 예복 착용시에 왼쪽 옷깃 단추 구멍에 걸어서 패용한다.

## 수장자 명단

### 황실 구성원
| 이름 | 사진 | 직책·작위         | 국적     | 출처 |
| ---- | ---- | ----------------- | -------- | ---- |
| 이형 |      | 황제 (고종)       | 대한제국 |      |
| 이척 |      | 황태자 (순종)     | 대한제국 |      |
| 이은 |      | 황태자 (의민태자) | 대한제국 |      |

### 기타
| 연도               | 일자      | 이름                                       | 초상 | 직책·작위                   | 국적              | 출처   |
| ------------------ | --------- | ------------------------------------------ | ---- | --------------------------- | ----------------- | ------ |
| 1904년 (광무 8년)  | 3월 20일  | 알베르트 빌헬름 하인리히                   |      | 황자                        | 독일 제국         | [ 10 ] |
| 1904년 (광무 8년)  | 3월 24일  | 이토 히로부미                              |      | 추밀원 의장, 후작           | 일본 제국         | [ 11 ] |
| 1904년 (광무 8년)  | 9월 16일  | 이승응                                     | －   | 완평군                      | 대한제국          | [ 12 ] |
| 1905년 (광무 9년)  | 5월 23일  | 후시미노미야 히로야스                      |      | 왕                          | 일본 제국         | [ 13 ] |
| 1905년 (광무 9년)  | 12월 1일  | 민영환                                     |      | 육군부장, 충정공            | 대한제국          | [ 14 ] |
| 1905년 (광무 9년)  | 12월 2일  | 조병세                                     | －   | 특진관, 충정공              | 대한제국          | [ 15 ] |
| 1906년 (광무 10년) | 4월 9일   | 이강                                       |      | 의친왕                      | 대한제국          | [ 16 ] |
| 1907년 (광무 11년) | 2월 27일  | 레오폴트 클레멘스 필리프 아우구스트 마리아 |      | 대공                        | 오스트리아-헝가리 | [ 17 ] |
| 1907년 (융희 원년) | 8월 27일  | 하세가와 요시미치                          |      | 육군대장, 남작              | 일본 제국         | [ 18 ] |
| 1907년 (융희 원년) | 10월 18일 | 아리스가와노미야 다케히토                  |      | 친왕                        | 일본 제국         | [ 19 ] |
| 1907년 (융희 원년) | 10월 18일 | 가쓰라 다로                                |      | 육군대장, 후작              | 일본 제국         | [ 19 ] |
| 1907년 (융희 원년) | 10월 18일 | 도고 헤이하치로                            |      | 해군대장, 백작              | 일본 제국         | [ 19 ] |
| 1908년 (융희 2년)  | 1월 29일  | 야마가타 아리토모                          |      | 추밀원 의장, 육군대장, 공작 | 일본 제국         | [ 20 ] |
| 1908년 (융희 2년)  | 1월 29일  | 사이온지 긴모치                            |      | 내각총리대신, 후작          | 일본 제국         | [ 20 ] |
| 1908년 (융희 2년)  | 5월 11일  | 다케다노미야 쓰네히사                      |      | 왕                          | 일본 제국         | [ 21 ] |
| 1909년 (융희 3년)  | 7월 21일  | 나시모토노미야 모리마사                    |      | 왕                          | 일본 제국         | [ 22 ] |
| 1909년 (융희 3년)  | 9월 22일  | 이재면                                     |      | 완흥군                      | 대한제국          | [ 23 ] |
| 1909년 (융희 3년)  | 9월 22일  | 윤택영                                     |      | 해풍부원군                  | 대한제국          | [ 23 ] |
| 1909년 (융희 3년)  | 9월 22일  | 이재완                                     |      | 완순군                      | 대한제국          | [ 23 ] |
| 1910년 (융희 4년)  | 4월 16일  | 아사카노미야 야스히코                      |      | 왕                          | 일본 제국         | [ 24 ] |
| 1910년 (융희 4년)  | 8월 26일  | 민병석                                     |      | 궁내부대신                  | 대한제국          | [ 25 ] |
| 1910년 (융희 4년)  | 8월 26일  | 이완용                                     |      | 내각총리대신                | 대한제국          | [ 25 ] |
| 1910년 (융희 4년)  | 8월 27일  | 이재각                                     |      | 의양군                      | 대한제국          | [ 26 ] |
| 1910년 (융희 4년)  | 8월 27일  | 이준용                                     |      | 영선군                      | 대한제국          | [ 26 ] |

## 같이 보기
- 대한제국
- 대한제국의 훈장

## 참고 문헌
- 《고종실록》. 국사편찬위원회.
- 《순종실록》. 국사편찬위원회.
- 이강칠 (1999). 《대한제국시대 훈장제도》. 백산출판사. ISBN 9788977392595.